# Industria azucarera

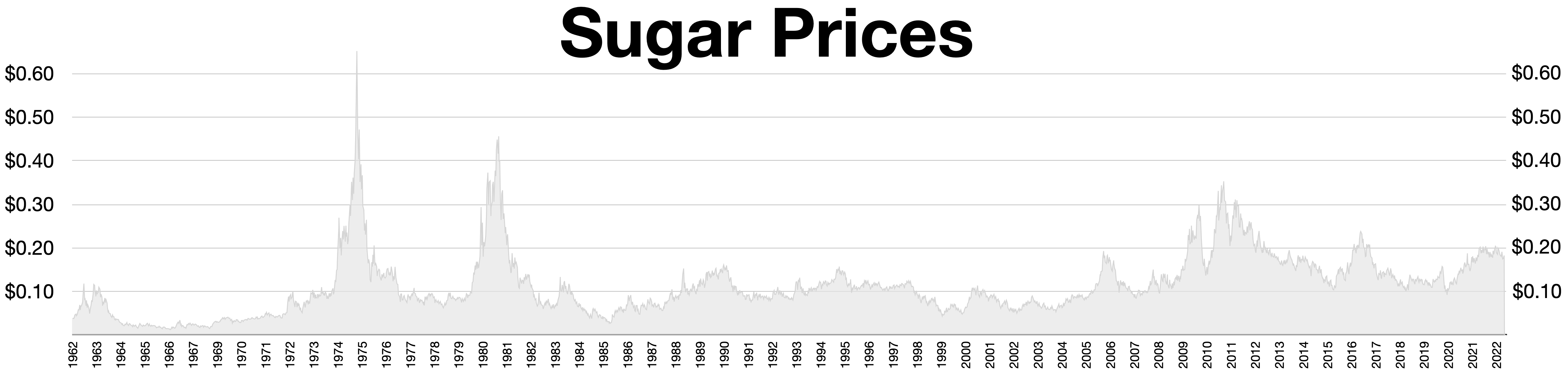
Precios del azúcar 1962-2022 en USD por libra

La industria azucarera subsume la producción, procesamiento y comercialización de azúcares (principalmente sacarosa y fructosa). A nivel mundial, la mayor parte del azúcar se extrae de la caña de azúcar (~80 % predominantemente en los trópicos) y de la remolacha azucarera (~20 %, principalmente en clima templado, como en EE. UU. o Europa).

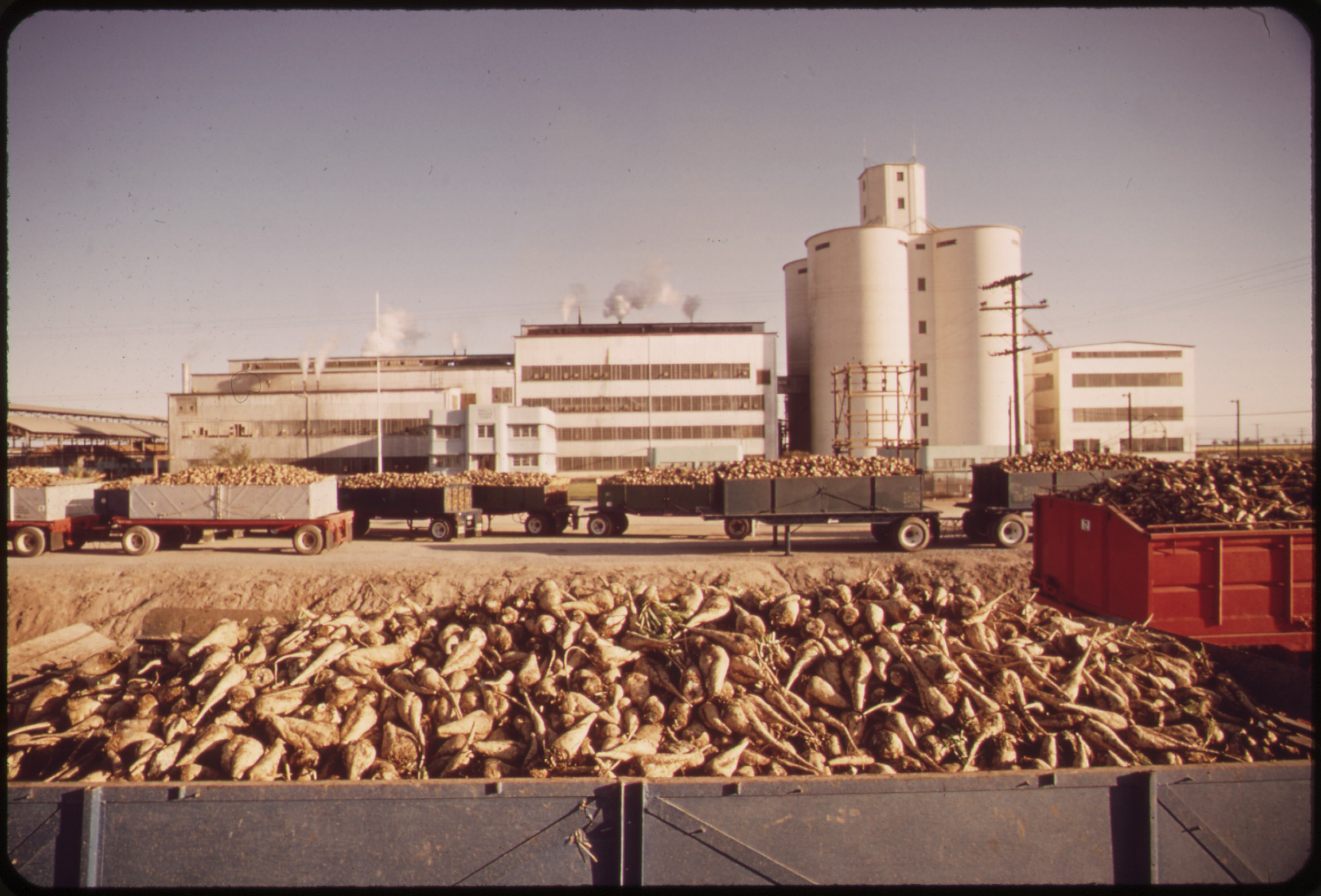
Remolacha azucarera en espera de procesamiento.

El azúcar se utiliza para refrescos, bebidas azucaradas, comidas precocinadas, comida rápida, dulces, confitería, productos horneados y otros alimentos azucarados. La caña de azúcar se utiliza en la destilación del ron.
Los subsidios al azúcar han llevado los costos de mercado del azúcar muy por debajo del costo de producción. A partir de 2018, 3/4 de la producción mundial de azúcar no se comercializa en el mercado abierto. El mercado mundial del azúcar y los edulcorantes fue de unos 77 500 millones de dólares en 2012, y el azúcar representó una participación de casi el 85 %, creciendo a una tasa de crecimiento anual compuesta del 4,6 %.
A nivel mundial en 2018 se produjeron alrededor de 185 millones de toneladas de azúcar, encabezada por India con 35,9 millones de toneladas, seguida de Brasil y Tailandia. Hay más de 123 países productores de azúcar, pero solo el 30% del producto se comercializa en el mercado internacional.

## Mercado
Los subsidios al azúcar han llevado los costos de mercado del azúcar muy por debajo del costo de producción. A partir de 2019, 3/4 de la producción mundial de azúcar nunca se comercializa en el mercado abierto. Brasil controla la mitad del mercado global, pagando la mayor parte ($2.5 mil millones por año) en subsidios a su industria azucarera.
El sistema azucarero de EE. UU. es complejo y utiliza precios de apoyo, asignaciones de mercadeo interno y cuotas arancelarias. Apoya directamente a los procesadores de azúcar en lugar de a los agricultores que cultivan azúcar. El gobierno de EE. UU. también utiliza aranceles para mantener el precio interno del azúcar en EE. UU. entre un 64 % y un 92 % más alto que el precio del mercado mundial.
La Unión Europea (UE) es uno de los principales exportadores de azúcar. La Política Agrícola Común de la UE solía establecer cuotas máximas de producción y exportación, y una venta de azúcar subvencionada con un precio mínimo garantizado por la UE. También se utilizaron grandes aranceles de importación para proteger el mercado. En 2004, la UE gastaba 3.30 € en subvenciones para exportar azúcar por valor de 1 €, y algunos procesadores de azúcar, como British Sugar, tenían un margen de beneficio del 25 %.
Un informe de Oxfam de 2004 llamó a los subsidios al azúcar de la UE "dumping" y dijo que dañan a los pobres del mundo. Un fallo de la OMC contra el sistema de subsidios y cuotas de la UE en 2005-2006 obligó a la UE a reducir su precio mínimo y cuotas, y dejar de hacer compras de intervención. La UE abolió algunas cuotas en 2015, pero se mantienen los precios mínimos. Los aranceles también persisten para la mayoría de los países. En 2009, la UE otorgó a los países menos adelantados (PMA) acceso sin aranceles al mercado de la UE como parte de la iniciativa Todo menos armas.
A partir de 2018, India, Tailandia y México también subvencionan el azúcar.

## Productores globales
Las 10 principales empresas productoras de azúcar según la producción en 2010:
| Rango | Compañía                         | 2010/11 Producción [Mt] | País         |
| ----- | -------------------------------- | ----------------------- | ------------ |
| 1.    | Südzucker AG                     | 4.2                     | Alemania     |
| 2.    | Cosan SA Industria y Comercio    | 4.1                     | Brasil       |
| 3.    | British Sugar Plc                | 3.9                     | Reino Unido  |
| 4.    | Tereos Internacional SA          | 3.6                     | Francia      |
| 5.    | Mitr Phol Sugar Corp.            | 2.7                     | Tailandia    |
| 6.    | Nordzucker Gmbh & Co KG          | 2.5                     | Alemania     |
| 7.    | Luis Dreyfus                     | 1.8                     | Países Bajos |
| 8.    | Wilmar Internacional Ltda.       | 1.5                     | Singapur     |
| 9.    | Grupo de azúcar Thai Roong Ruang | 1.5                     | Tailandia    |
| 10    | Turkiye Seker Fabrikalari        | 1.34                    | Turquía      |

La industria azucarera mundial tiene una baja concentración de cuota de mercado. Los cuatro principales productores de azúcar representan menos del 20 % del mercado.

## Productos
- Azúcar en bruto
- Azúcar líquida
- Azúcar refinada
- Melaza
- Alcohol de azúcar
- Azúcar morena
- Azúcar en polvo

### Organizaciones
- Organización Internacional del Azúcar
- Asociación Azucarera (EE. UU.)
- Asociación Europea de Fabricantes de Azúcar (UE)
- Azúcar Nutrición Reino Unido
- Asociación India de Molinos de Azúcar
- Red Global de Balance Energético

## Otras lecturas
- Matthew Parker (2012). The sugar barons. Windmill Books. ISBN 978-0099558453.
- Mosen Asadi (2006). Beet-Sugar Handbook. John Wiley & Sons. ISBN 978-0471763475.
- Michael Moss (2014). Salt, Sugar, Fat: How the Food Giants Hooked Us. WH Allen. ISBN 978-0753541470.

- Datos: Q227870